# سوني جيندي
صموئيل سوني جيندي (بالإنجليزية: Sonny Gindi) كان رجل أعمال أمريكي من أصل سوري يهودي من حلب، قام وهو وعائلته بتأسيس سلسة متاجر Century 21, وتقدر قيمة ممتلكاتهم العقارية ب 5 مليارات دولار.

## سيرة شخصية
ولد الجندي لعائلة يهودية سورية, توفي والده عندما كان في التاسعة،  في سن الرابعة عشرة، افتتح أول متجر تجزئة له وفي الخمسينيات من القرن الماضي، افتتح أيضا متجرًا لملابس الأطفال. في عام 1959، مستفيدًا من خبرته في البيع بالتجزئة، دخل في شراكة مع ألفريد ساتون وموريس ساتون (وهم من أصل سوري أيضا)،  افتتح شركة ملابس الأطفال Lolly Togs والتي كانت أول مستورد يتعامل مع هونج كونج. غيرت Lolly Togs اسمها إلى LT Apparel Group  في عام 2007. في عام 1961, دخل في شراكة مع عضو في المجتمع السفاردي وتعاون أيضًا مع ابن عمه الجندي وافتتح متجر Century 21  في شارع كورتلاند في مانهاتن. في وقت وفاته، توسعت Century 21 في جميع أنحاء منطقة نيويورك الحضرية مع مواقع في ويستباري ، ونيويورك، والعديد من المناطق الأخرى، يعمل ابن أخ سوني، ريموند جيندي، كرئيس تنفيذي للعمليات في Century 21  بينما يعمل ابن سوني، إسحاق جيندي كرئيس تنفيذي لها  وابنه الأخر إيدي جيندي، نائب الرئيس التنفيذي.

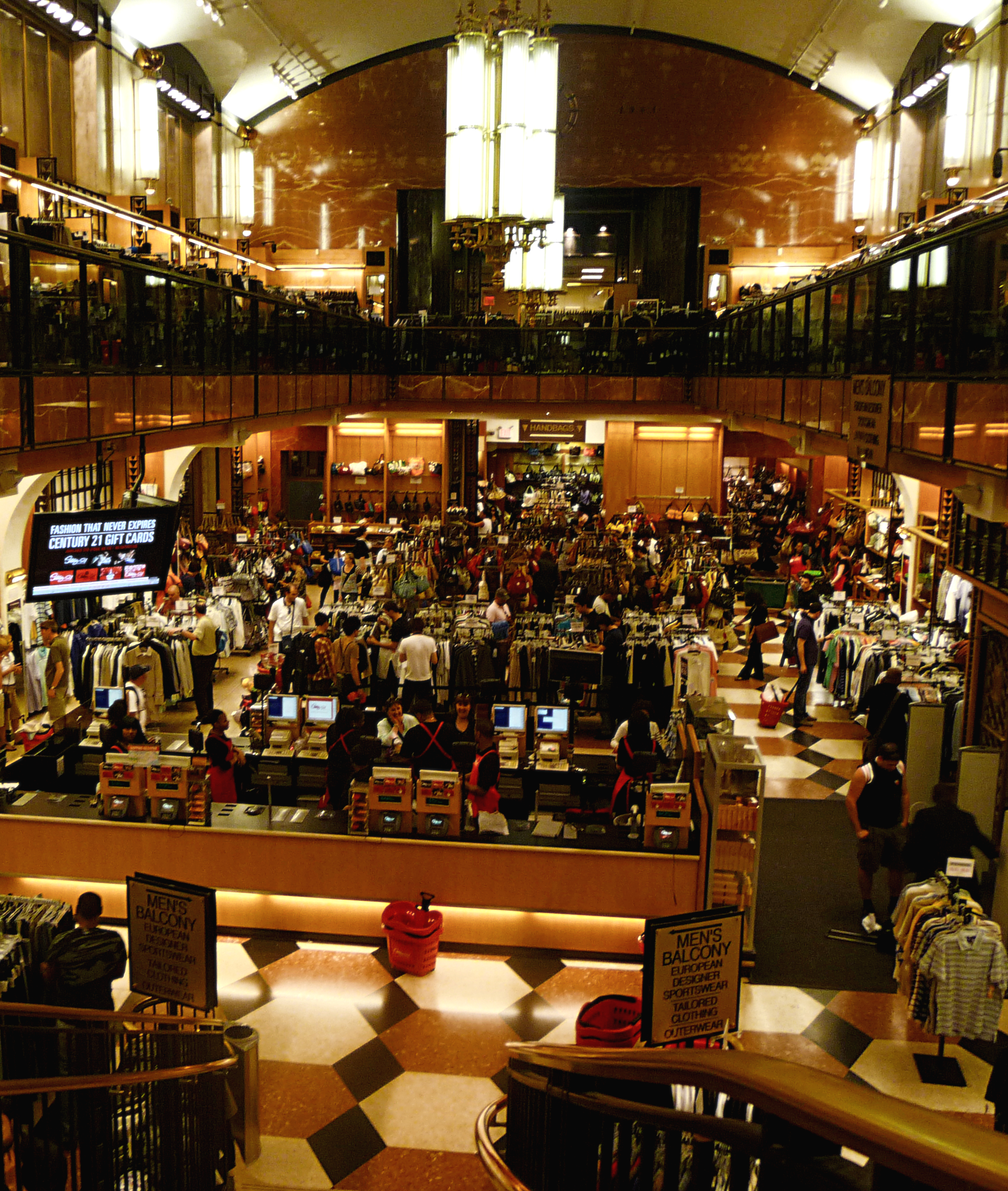
داخل إحدى متاجر Century 21

## وفاته
توفي سوني في عام 2012, عن عمر يناهز 88 عام.

## روابط خارجية
- الموقع الرسمي ل سلسلة متاجر Century 21

## اقرأ أيضا
- أمريكيون سوريون
- عرب أمريكا
- اليهد السوريون
- اليهود في العالم العربي